# Scleria sphaerocarpa
Scleria sphaerocarpa là loài thực vật có hoa trong họ Cói. Loài này được (E.A.Rob.) Napper miêu tả khoa học đầu tiên năm 1971.